# Grigfarm Rotter

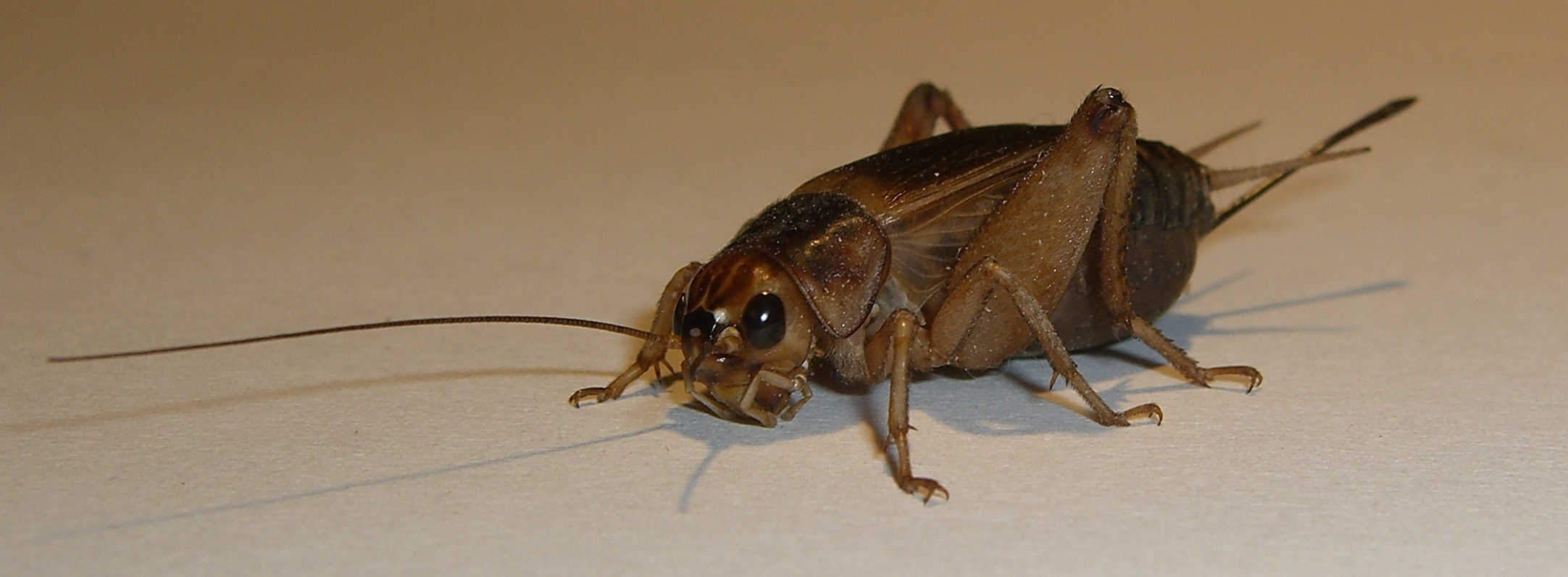
Steppengrille (Gryllus assimilis)

Die Grigfarm Rotter GmbH war ein Schweizer Betrieb zur Zucht von Futterinsekten, speziell Grillen. Das Angebot richtete sich verstärkt an Terrarianer, die Reptilien und Amphibien halten.

## Geschichte
Die Grigfarm wurde 1969 vom tschechischen Herpetologen Jiři Rotter (1930–2009) als Grigfarm, J. Rotter & Co. gegründet, nachdem dieser nach der Niederschlagung des Prager Frühlings 1968 in die Schweiz geflohen war. Das Wort Grig ist ein älteres, englisches Wort für Grille, kann aber auch fröhlicher Kerl und guter Mensch bedeuten. 
Die Grigfarm war der erste Großzuchtbetrieb für Futterinsekten, der zuverlässig lebendige Futtertiere lieferte. Das anfängliche Angebot bestand aus Haus- (Acheta domesticus), Steppen- (Gryllus assimilis), Kurzflügel- (Grillodes sigillatus) und Zweifleckgrillen (Gryllus bimaculatus). Erste größere Kunden waren der Zoologische Garten Frankfurt, der Zoo Basel und der Zoo Zürich, einzelne Sendungen gingen nach Asien.
Mit der Grigfarm wurden Grillen als wichtigste Futtertiere für insektenfressende Heimtiere etabliert, nachdem früher andere Futtertiere gefüttert wurden, welche ungünstigere Nährstoffverhältnisse (etwa Verhältnis Kalzium:Phosphor) aufweisen. 1990 verkaufte die Grigfarm rund 10,5 Millionen Insekten.
Im Mai 2008 übergab Jiři Rotter die Firmenleitung an seine Frau Ruzena Rotter, wonach das Unternehmen als Grigfarm Rotter weitergeführt wurde. Kurz darauf übernahm Georgina Rotter die Geschäftsführung und führte die als Einzelunternehmen geführte Grigfarm Rotter ab 2010 als eine GmbH  weiter. Sie erweiterte das Sortiment um Larven des Eulenspinnenschmetterlings (Chilcomadia moorei), Tauwürmer (Lumbricus terrestris), Wachsmaden (Galleria mellonella), Mehlwürmer (Tenebrio molitor) und Larven der Goldfliege («Pinkies», Lucilia Sericata). Ab 2011 wurde die Grigfarm schrittweise geschlossen. Georgina Rotter widmet sich seither der Videoproduktion, dem cross-medialen-Text-Video-Journalismus, der Unternehmenskommunikation und der Film- und Theaterregie.